# Галана (річка)
Галана або Аті-Галана-Сабакі — друга за довжиною річка Кенії (після річки Тана). Її загальна довжина становить 390 кілометрів, а площа басейну — 70 000 квадратних кілометрів. Річка бере свій початок у лісі Гатамайо як річка Аті та впадає в Індійський океан як річка Галана (також відома як річка Сабакі).

Річка Аті протікає через рівнини Капоте та Аті через місто Аті-Рівер, а потім повертає у північно-східному напрямку, де впадає в річку Найробі. Біля Тіки вона утворює Чотирнадцять водоспадів і повертає на південний схід. Окрім численних невеликих приток у верхів'ї річки, єдиною великою притокою є річка Цаво, що тече зі східного боку Кіліманджаро. Долина річки низька та плоска, вкрита лісами й чагарниками, оточена невеликими затонами, що з'єднані з річкою під час сезону дощів. У сезон дощів річка піднімається на 10 метрів, і сильно розтікається долиною; далі течію перериває водоспад Лугард. Протікаючи на схід, вона впадає в Індійський океан за 10 км на північ від Малінді.

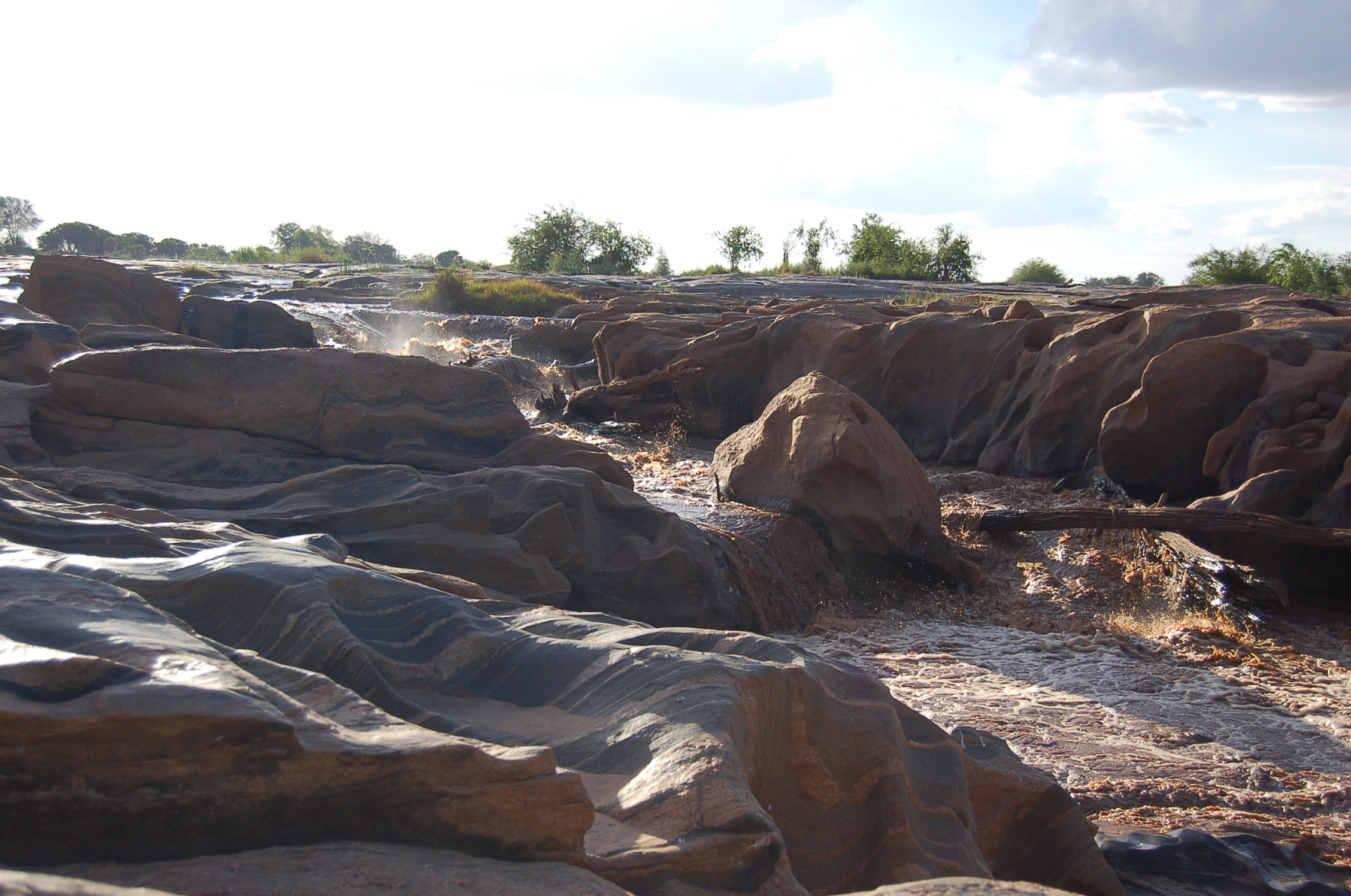
Вид на річку Галана в Кенії
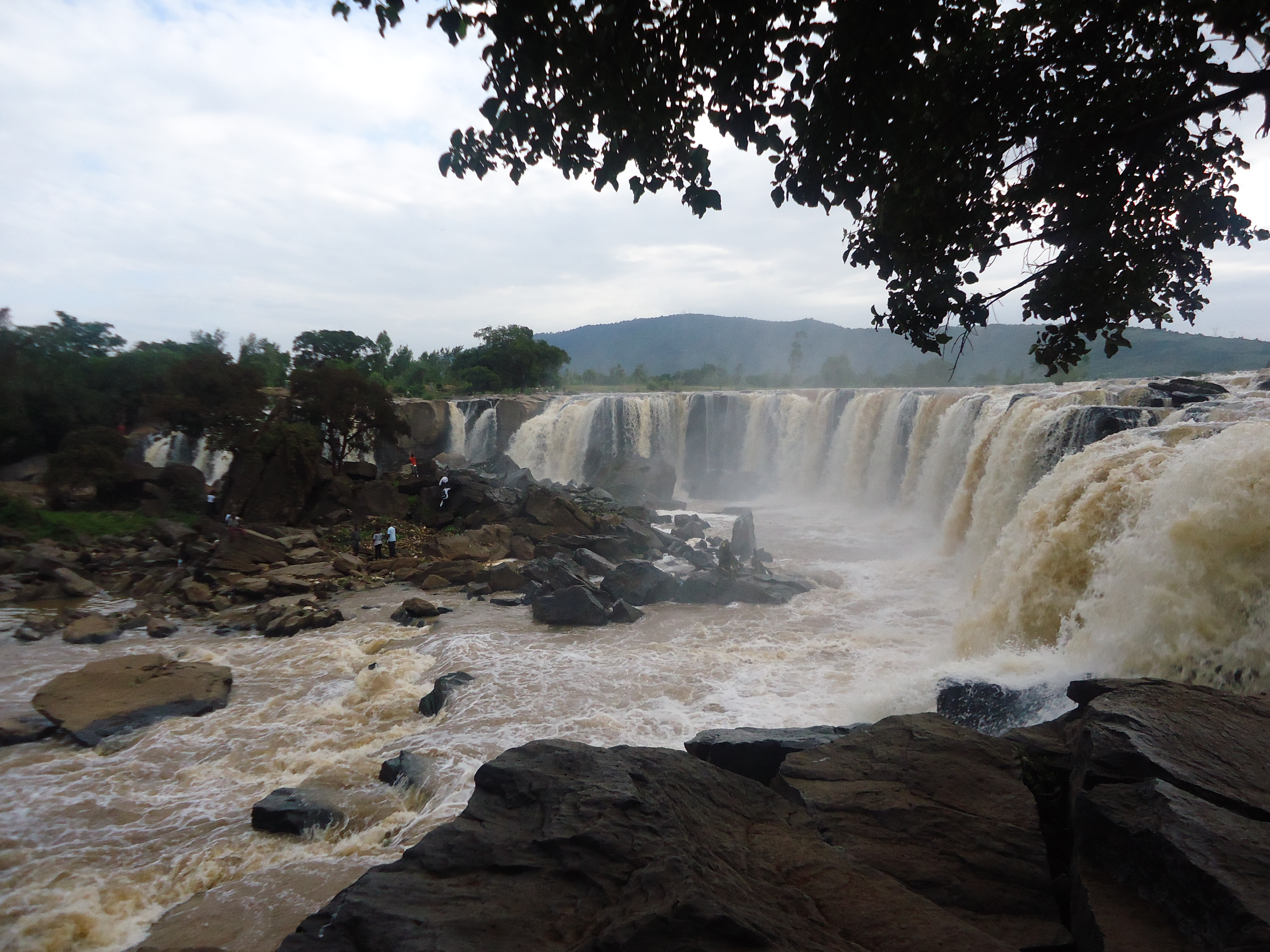
Чотиринадцять водоспадів біля Тики
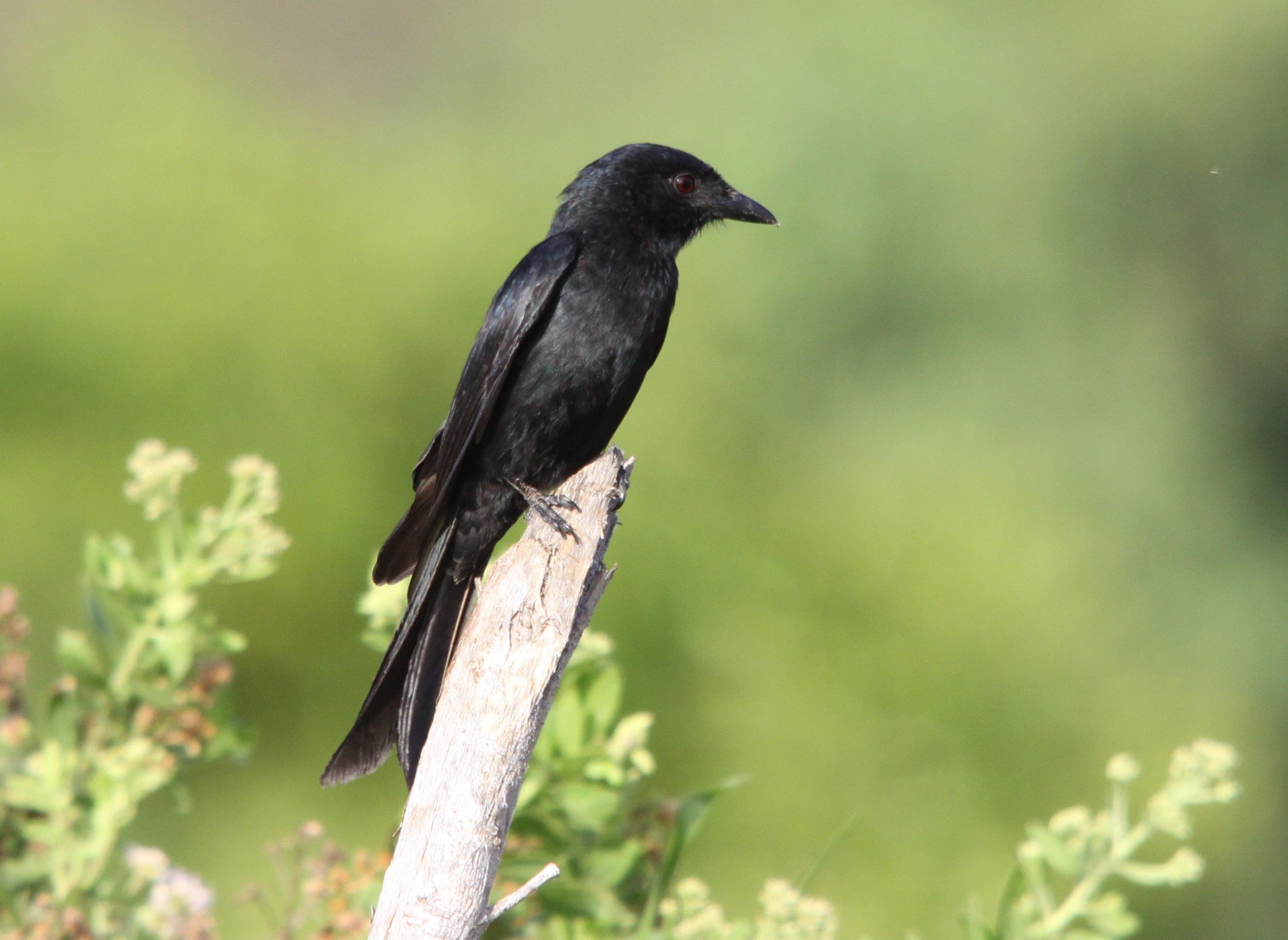
Дронго на річці Сабака

## Дика природа
Річка протікає через національний парк Східний Цаво і приваблює різноманітних диких тварин, зокрема бегемотів і крокодилів. Мільйони кенійців покладаються на річку для отримання питної води та зрошення.